# 인천광역시학생교육원
인천광역시학생교육원(仁川廣域市學生敎育院, Incheon Students Education Center)은 인천광역시에 거주하는 학생들이 체험위주 학습과 수련활동을 효과적으로 수행할 수 있도록 지도하기 위하여 인천광역시교육청 산하에 설치된 직속기관이다.
원장은 장학관이나 교육연구관으로 보한다.

## 연혁
- 2000년 7월 1일: 인천광역시학생종합수련원 설치
- 2013년 1월 1일: 인천광역시학생교육원으로 변경

## 조직
원장
- 교학과
- 관리과

### 산하 학습장
- 해양환경체험학습장
- 국화리학생야영장
- 흥왕체험학습장
- 서사체험학습장